# Athene Donald

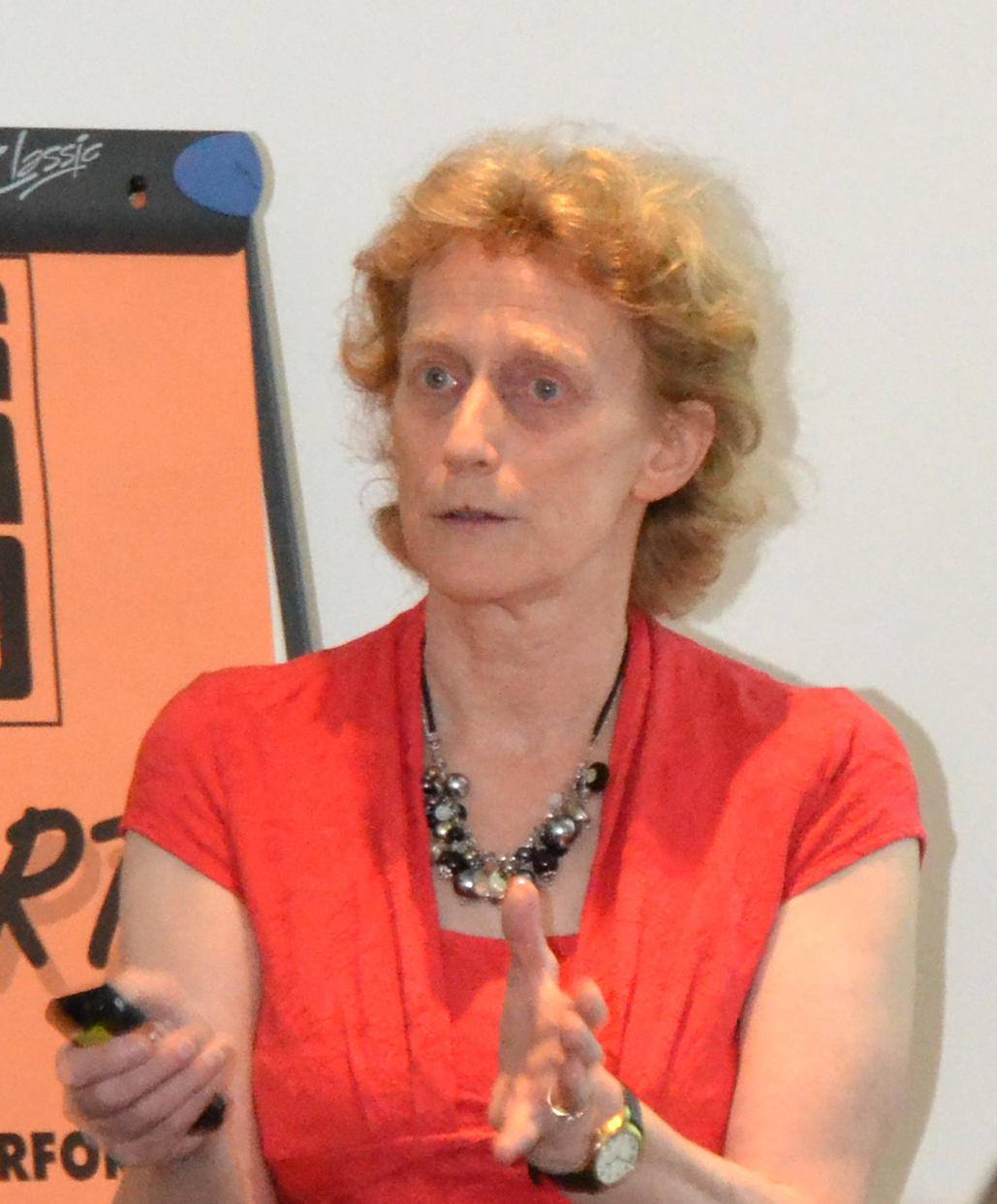
Athene Donald, 2013

Dame Athene Margaret Donald (* 15. Mai 1953) ist eine britische Physikerin. Sie ist Emeritus-Professorin an der University of Cambridge und war von 2014 bis 2024 achter Master des Churchill College.

## Leben
Athene Donald studierte am Girton College, University of Cambridge, bis sie 1977 promoviert wurde. Nachdem sie vier Jahre als Post-Doktorand an der Cornell University gearbeitet hatte, kehrte sie nach Cambridge zurück und führte ihre Forschungen im Cavendish-Laboratorium fort.
Donald beschäftigt sich hauptsächlich mit der experimentellen Erforschung Weicher Materie unter Einsatz von Elektronenmikroskopie, Röntgenstreuung und Neutronenstreuung. Ihr 1992 veröffentlichtes Buch Liquid crystalline polymers wurde zum Standardwerk über Polymere und erschien zuletzt 2006 in zehnter Auflage.
1998 wurde Donald zum Professor der Experimentellen Physik ernannt.
Zudem ist sie Fellow am Robinson College der University of Cambridge, der Royal Society, der American Physical Society und des Institute of Physics. 2009 wurde sie zum Mitglied der Academia Europaea gewählt.
2009 erhielt sie den UNESCO-L’Oréal-Preis.
2010 wurde sie als Dame Commander in den Orden des britischen Empire aufgenommen und erhielt die Faraday-Medaille des Institute of Physics. 2019 erhielt sie den Lifetime Achievement Award der Times Higher Education Awards für ihre „unermüdliche und bahnbrechende Bemühungen, die Gleichstellung der Geschlechter an die Spitze der wissenschaftspolitischen Agenda zu setzen“.
Donald ist verheiratet und hat zwei Kinder.

## Werke
- Electron Microscopy of Grain Boundary Embrittled Systems University of Cambridge 1977.
- Aspects of old English phonological and morphological structure. University of Edinburgh 1987.
- A. M. Donald, A. H. Windle: Liquid crystalline polymers. New York 1992, Cambridge University Press, ISBN 0-521-30666-3.
- P. J. Frazier; P. Richmond; A. M. Donald: Starch: structure and functionality. London 1997, Royal Society of Chemistry, ISBN 0-85404-742-5.
- The importance of polymer science for biological systems. Cambridge 2008, Royal Society of Chemistry, ISBN 0-85404-120-6.